# Miloš Milisavljević
Miloš Milisavljević (nacido el 7 de septiembre de 1993 en Serbia) es un jugador de baloncesto serbio. Con una estatura de 1.93 metros, juega en la posición de base.

## Carrera
Tras formarse Spartak Subotika y disputar cuatro temporadas en Serbia, el playmaker decidió salir de su país para intentar dar el salto a un equipo más potente y con más escaparate. Eso le llevó a realizar la pretemporada con el Laboral Kutxa el curso pasado, donde ya coincidió con un Ibón Navarro que por ese entonces era segundo entrenador del cuadro baskonista.
Una vez terminado su periplo en el conjunto vitoriano, tomó rumbo a Estados Unidos para presentarse al Draft de la NBA Development League de 2014, convirtiéndose en la sexta elección de la lotería gracias a que los Texas Legends le seleccionaron. Sin embargo, fueron los Santa Cruz Warriors los que le dieron la oportunidad de jugar.
Con el equipo afiliado del campeón de la NBA, Milisavljevic disputó 21 partidos en los que aportó 4.9 puntos, 1.4 rebotes y 1.4 asistencias.
En 2016, Milisavljevic firma a prueba durante un mes con el Bàsquet Manresa, pero podría acabar firmando un contrato hasta final de temporada si Ibon Navarro queda satisfecho con su trabajo.